# Bābānābād
Bābānābād (persiska: بابان آباد) är en ort i Iran.   Den ligger i provinsen Kermanshah, i den nordvästra delen av landet, 400 km väster om huvudstaden Teheran. Bābānābād ligger 1 288 meter över havet och antalet invånare är 149.
Terrängen runt Bābānābād är varierad.Runt Bābānābād är det ganska tätbefolkat, med 185 invånare per kvadratkilometer. Närmaste större samhälle är Harsīn, 17,8 km söder om Bābānābād. Trakten runt Bābānābād består till största delen av jordbruksmark.